# Hucisko (Kolbuszowa)
Pour les articles homonymes, voir Hucisko.
Hucisko est une localité polonaise de la gmina de Niwiska, située dans le powiat de Kolbuszowa en voïvodie des Basses-Carpates.